# Anne Kasprik
Anne Kasprik (Berlino Est, 11 giugno 1963) è un'attrice tedesca.

## Biografia
Nata e cresciuta a Berlino Est, Anne è figlia di un regista (Hans) e una fotografa (Jutta). Inizia ad recitare dapprima a scuola poi seguendo le orme del padre inizia ad interessarsi di regia. All'inizio degli anni ottanta le sue prime apparizioni in serie televisive della sua nazione. L'attrice, bionda con occhi verdi, molto apprezzata dalla critica, viene spesso scelta per interpretare ruoli di donne forti che talvolta racchiudono un lato oscuro. In Italia si può ricordare per la partecipazione al film di Terence Hill Botte di Natale (1994), in cui interpreta Bridget.

## Filmografia parziale
- Botte di Natale (1994): Bridget
- Il commissario Rex (1 stag., ep. "Follia Omicida") (1995): Sylvia Hohenberg
- Il commissario Rex (ep. "Il professore") (1996): Diana Markus
- Il commissario Quandt (1 stag., ep. "Viaggio a Vienna") (1997): Claudia Konrad
- Squadra Speciale Cobra 11 (3 stag., ep. "Scomparsa nella nebbia") (1998): Sig.ra Kampinski
- Circle of Life: Silvia Bauer
- Wege zum Glück - Spuren im Sand (2012): Wiebke Sieverstedt